# Prendedor de papel
Prendedor de papel é um material de escritório feito de plástico e metal utilizado para prender folhas de papel. Em inglês é chamado binder clip, e em português recebe nomes como presilha, clipe pasta, clipe arquivo, clipe fichário, clipe jacaré, ou simplesmente clip.
Ele é formado por um corpo flexível, feito de metal ou plástico, e duas hastes de metal. As hastes de metal servem como alavancas e podem ser pressionadas para abrir o corpo, e depois soltar para que o corpo de feche, prendendo as folhas de papel. Não perfura o papel, como o grampeador, nem corre o risco de rasgar ou enferrujar com o tempo, como o clipe de papel. Folhas presas com prendedor de papel são mais fáceis de serem soltas e reordenadas, se comparado com folhas grampeadas.
Os mais comuns são pretos, mas podem ser encontrados em diversas cores. Também há diferentes tamanhos, variando de 15 mm (com capacidade de até 50 folhas) até 51 mm (com capacidade para 190 folhas).
É um item versátil, e é comum encontrar dicas de utilizações não convencionais. Pode ser utilizado também para organizar fios, prender fios em uma mesa, servir de apoio para celular, organizar garrafas na geladeira, ou vedar embalagens de alimento. Suas hastes de metal são facilmente removíveis, e podem ser utilizadas para improvisar pés em um teclado de computador.

O prendedor de papel foi criado pelo estadunidense Louis E. Baltzley, que solicitou sua patente em 1910. Na enciclopédia Phaidon Design Classics de 999 melhores invenções da história, o clipe de papel na 97ª posição.

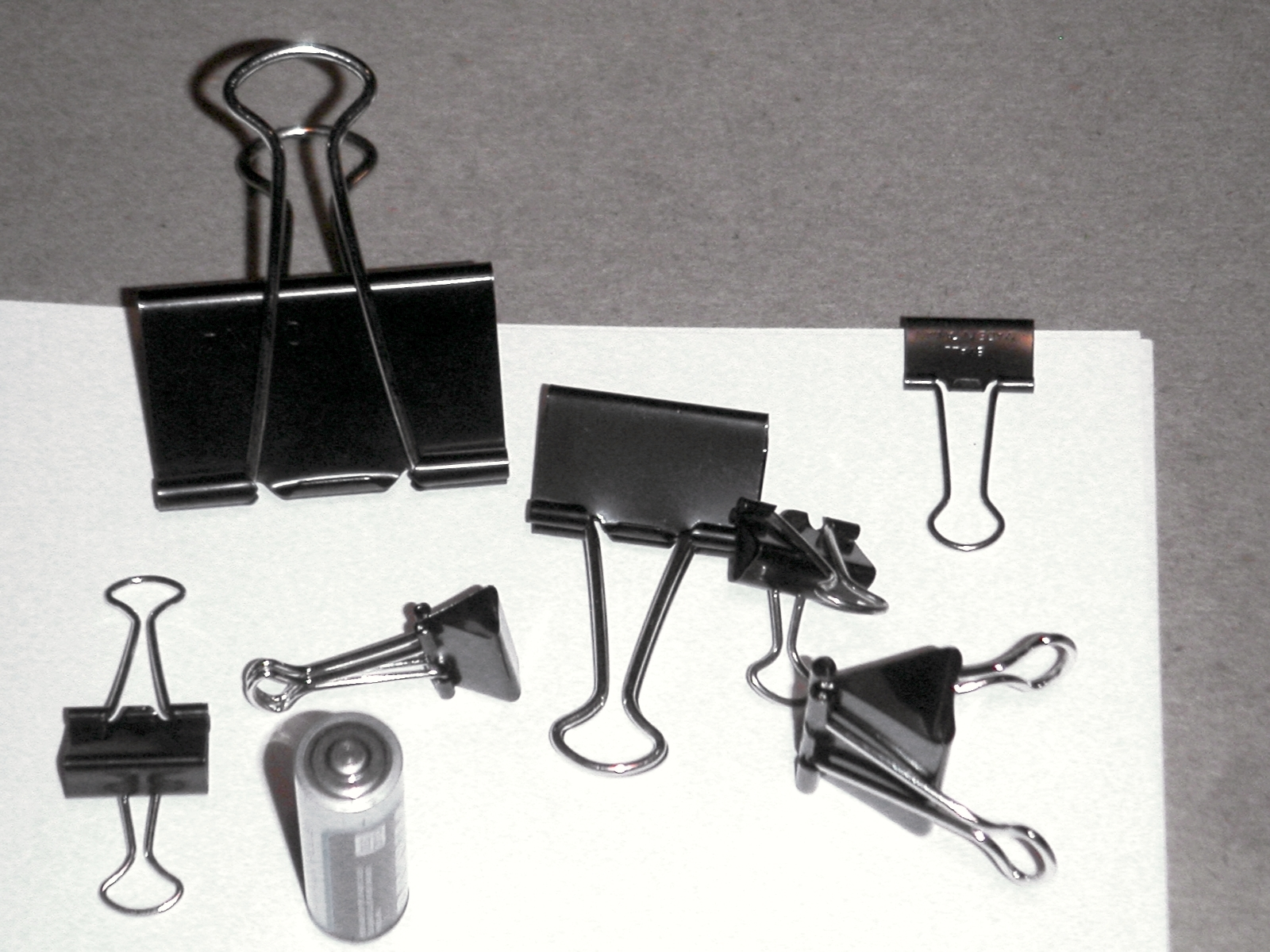
Tamanhos diferentes de prendedores de papel
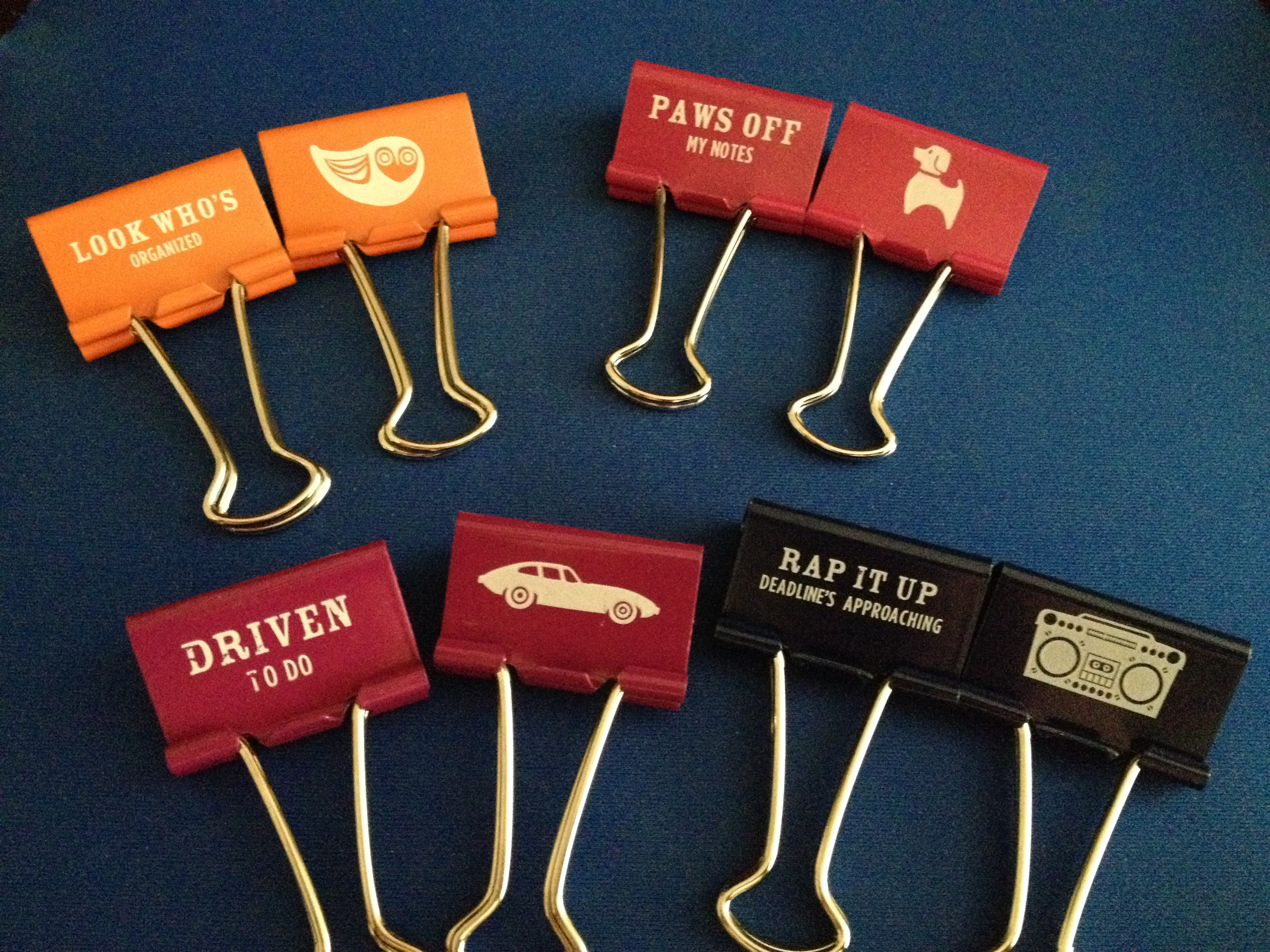
Prendedores temáticos
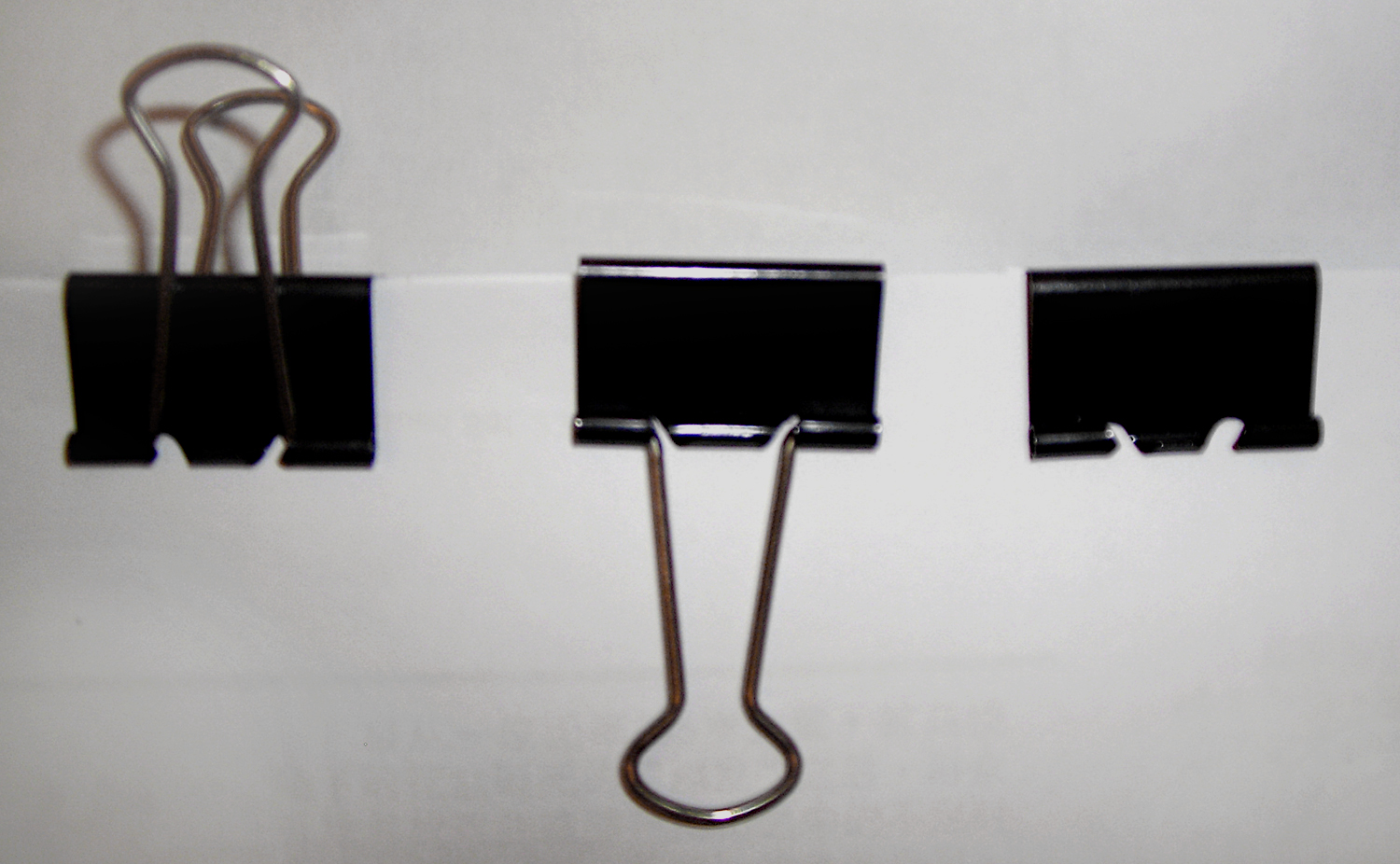
Prendedores com hastes levantadas, hastes abaixadas, e hastes removidas
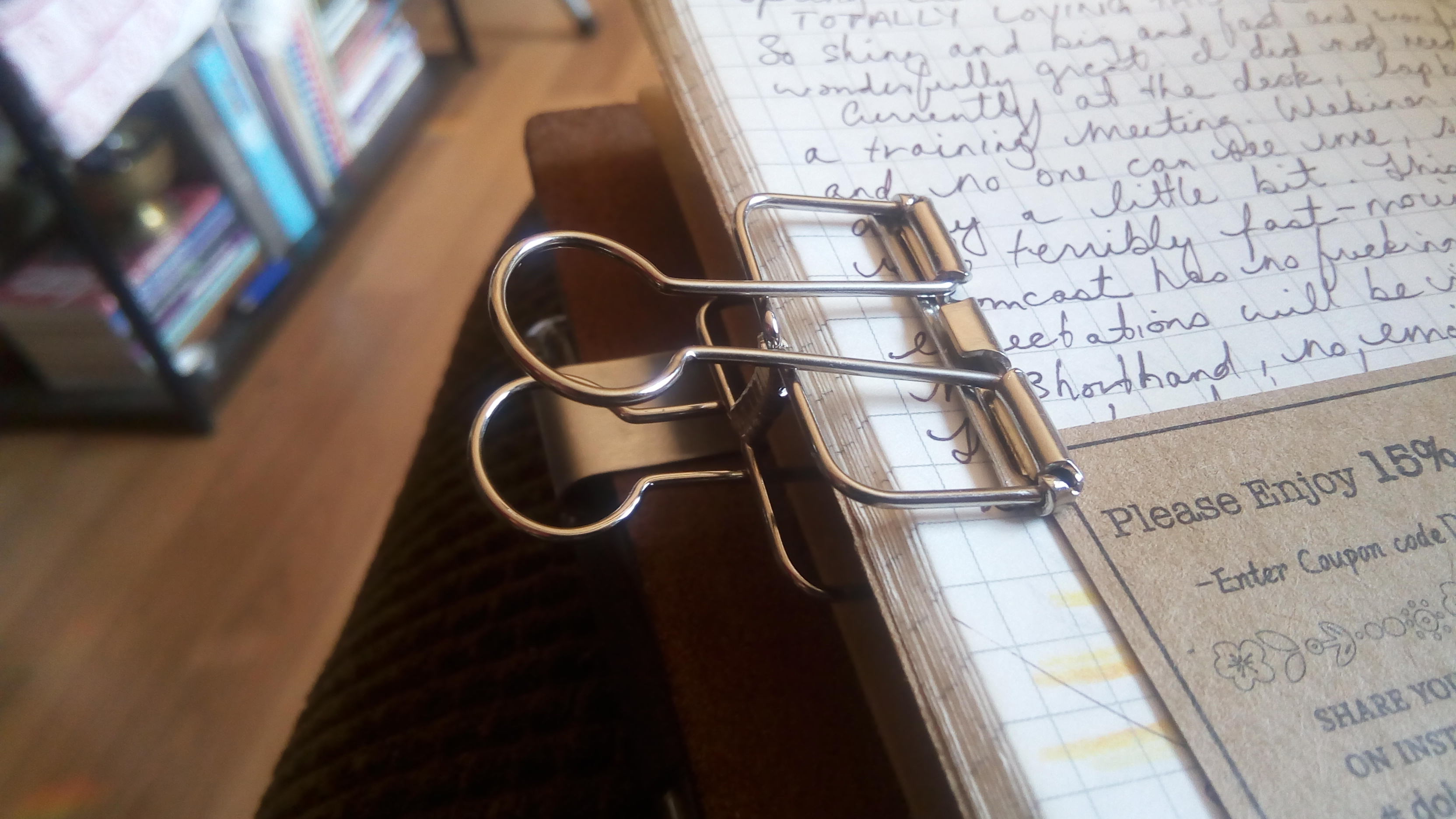
Uso segurando páginas de um caderno
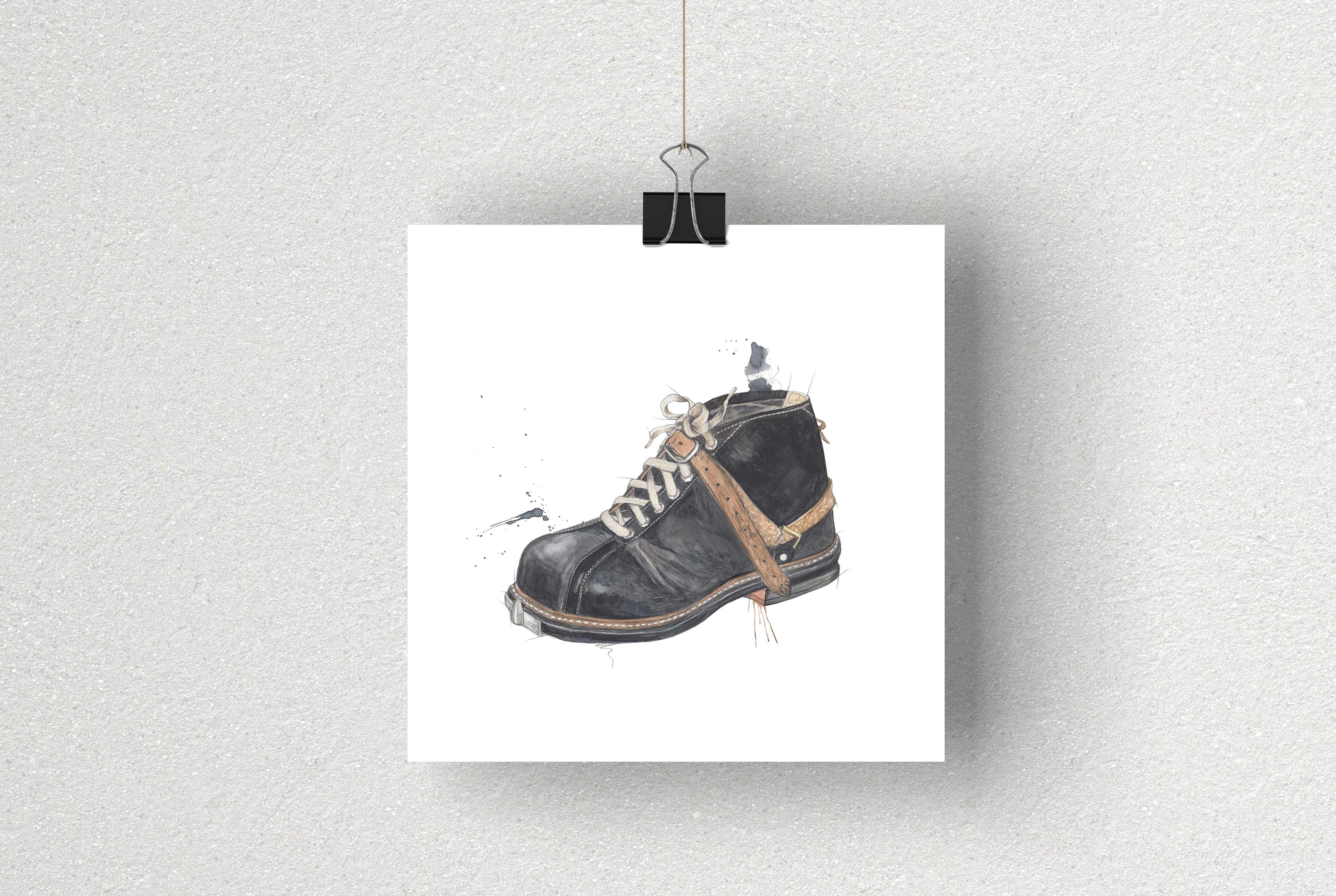
Uso para pendurar desenho
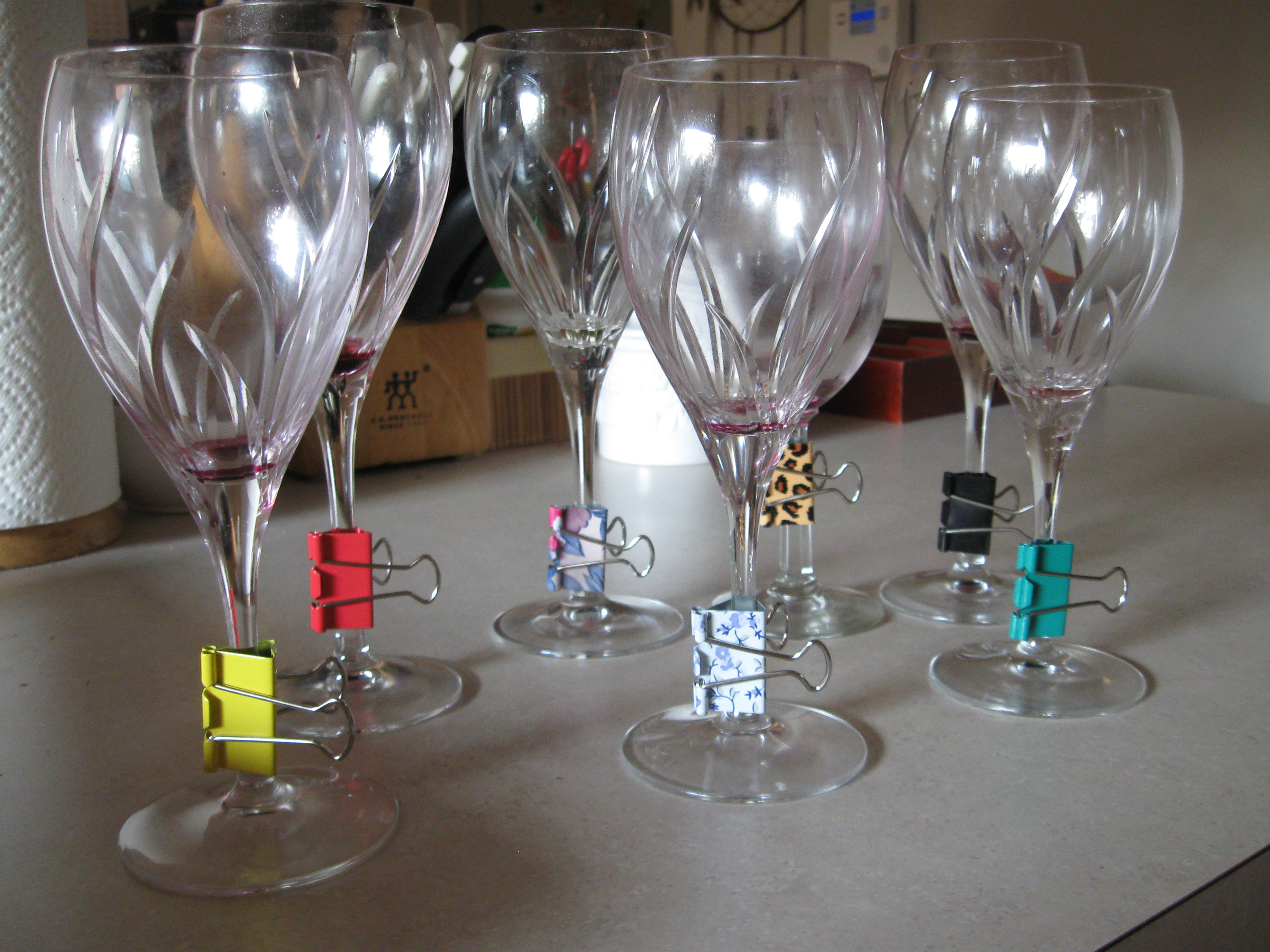
Uso para marcar taças em uma festa
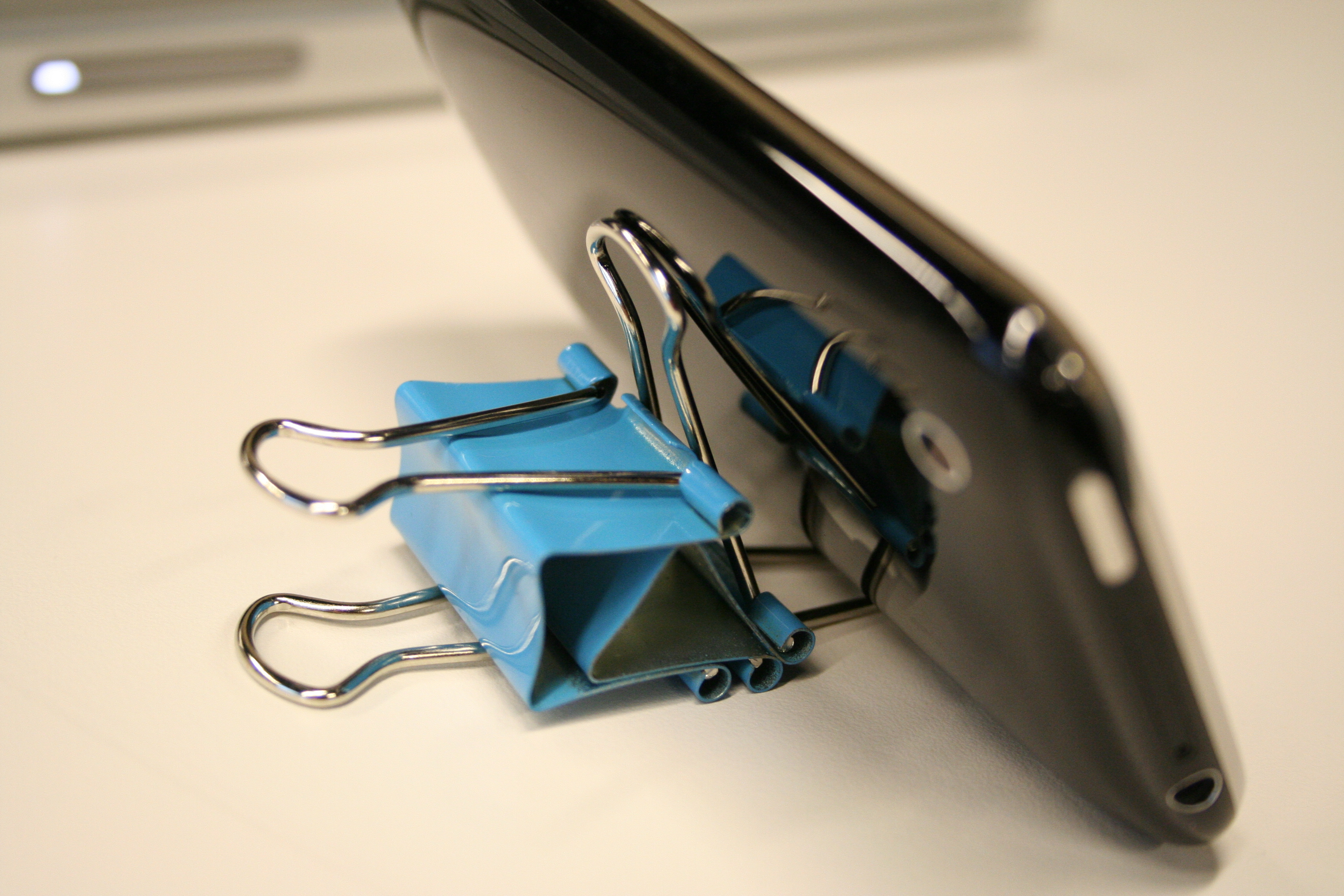
Uso como apoio de celular
Uso para vedar embalagem de biscoito
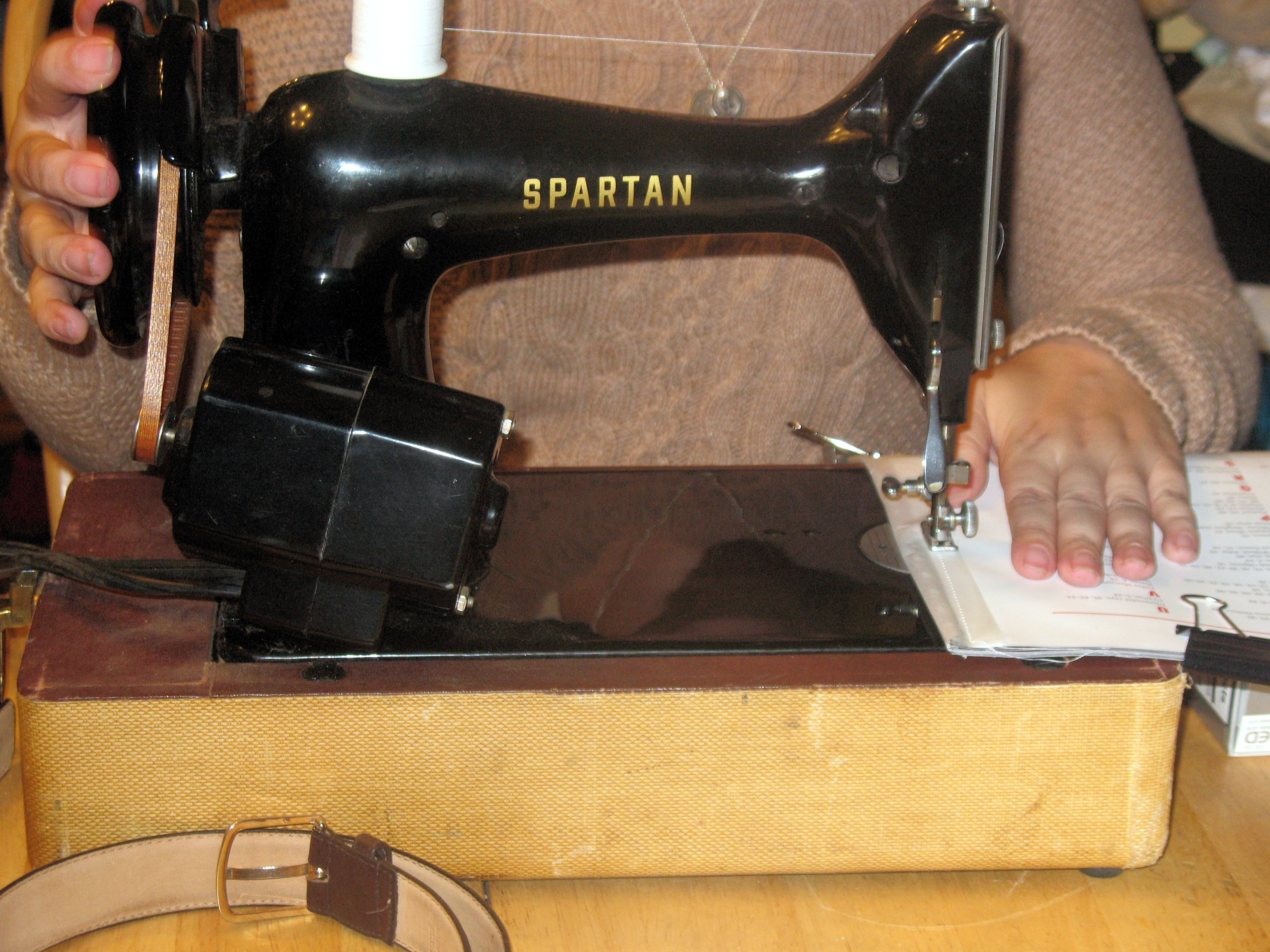
Uso durante restauração de livro
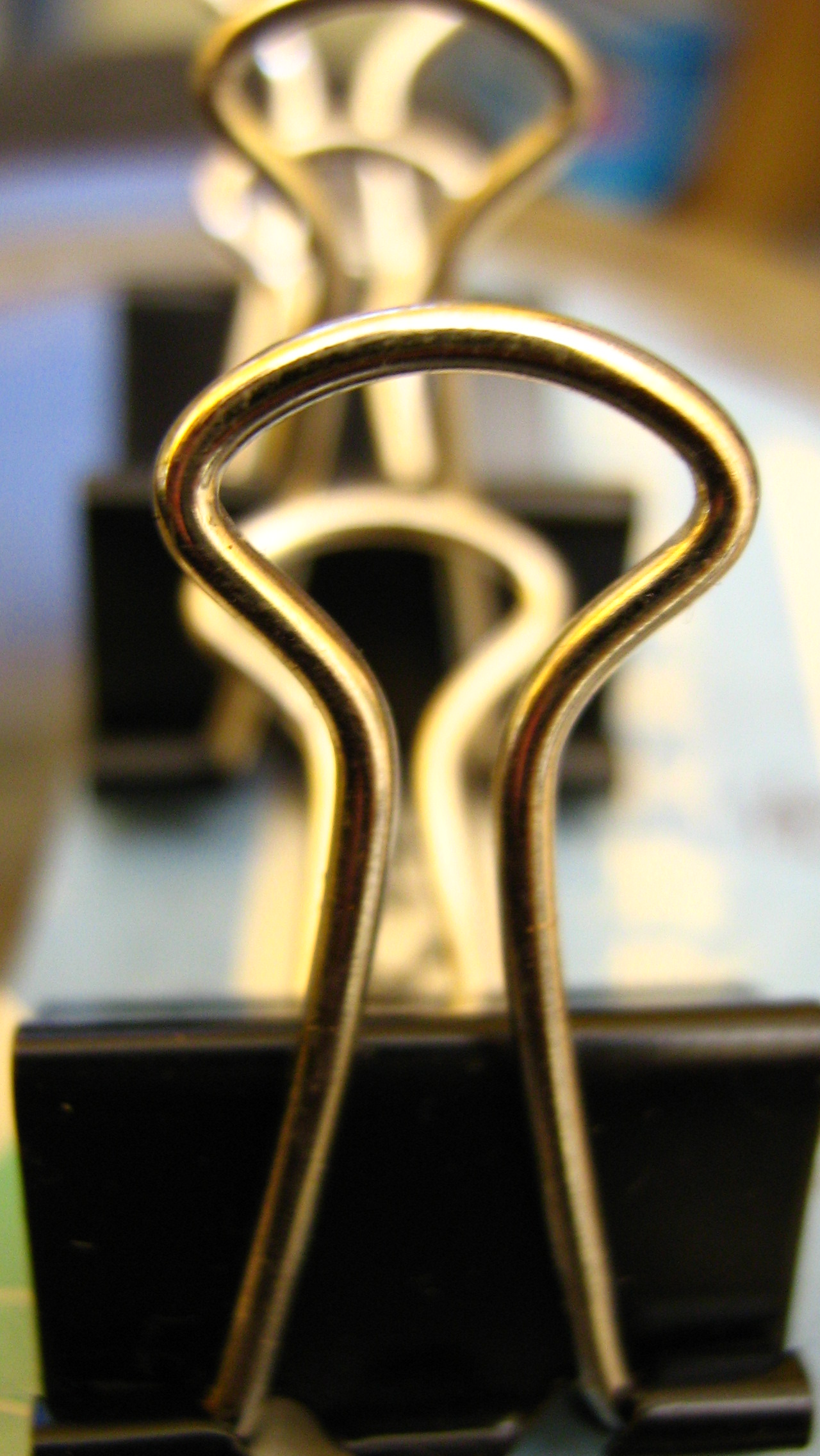
Prendedor com hastes douradas